# Bistum Béziers

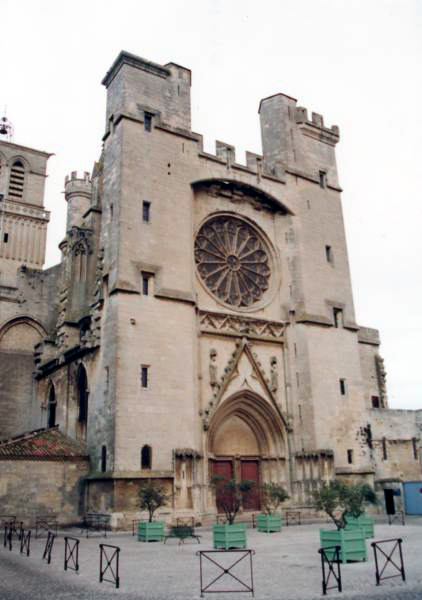
Die Kathedrale Saint-Nazaire in Béziers

Das Bistum Béziers (lateinisch Dioecesis Biterrensis) war eine in Frankreich gelegene römisch-katholische Diözese mit Sitz in Béziers.

## Geschichte
Das Bistum Béziers wurde im 3. Jahrhundert errichtet. Erster Bischof war Aphrodisius. Der Heilige Dominikus lehnte den Bischofssitz von Béziers ab, um sich dem Albigenserkreuzzug widmen zu können. Das Bistum Béziers war dem Erzbistum Narbonne als Suffraganbistum unterstellt.
Es umfasste im Jahre 1671 etwa 100 Pfarreien. Bis 1745 stieg die Zahl der Pfarreien auf 130 an.
Das Bistum Béziers wurde am 29. November 1801 infolge des Konkordates von 1801 durch Papst Pius VII. mit der Päpstlichen Bulle Qui Christi Domini aufgelöst und das Territorium wurde dem Bistum Montpellier angegliedert.